# ثيودور ليرنر
ثيودور ليرنر (بالألمانية: Theodor Lerner)‏ هو صحفي ألماني، ولد في 10 أبريل 1866 في Antweiler ‏ في ألمانيا، وتوفي في 12 مايو 1931 في فرانكفورت في ألمانيا.